# Joliet (informática)
Joliet es el nombre dado a una extensión del sistema de archivos ISO 9660. Ha sido especificado y aprobado por Microsoft y lo soportan todas las versiones de Windows desde Windows 95 y Windows NT. Su enfoque principal es la relajación de las restricciones inherentes a nombre de archivo completo cumplimiento de la norma ISO 9660.
Joliet consigue esto añadiendo a los nombres de archivo una codificación en UCS-2. Estos nombres de archivo se almacenan en un encabezado adicional especial que se ignoran de forma segura por la norma ISO 9660-software compatible, preservando así la compatibilidad con versiones anteriores.
Esta especificación sólo permite nombres de archivo de hasta 64 caracteres (en formato UNICODE) de longitud.
La mayoría de los Sistemas Operativos actuales, permiten leer dispositivos formateados con Joliet, lo que permite el intercambio de archivos entre los sistemas operativos, incluso si no se trata de caracteres latinos (por ejemplo, árabe, japonés o cirílico), que no era antes posible con la norma ISO 9660.
Actualmente, el formato Joliet es el más extendido para la grabación de CD/DVD.